# Jeffrey Hudson

Jeffrey Hudson (till vänster) med drottning Henrietta Maria av Frankrike. Målning av Anthonis van Dyck 1633.

Jeffrey Hudson, född 1619, död 1682; brittisk hovdvärg och gycklare.
Han tjänstgjorde vid Karl I av England:s hov. Vid 30 års ålder var han 45 cm lång men växte sedan till 106 cm. Han blev inblandad i många äventyr, bland annat tillfångatogs han av flamländska pirater 1630 och sedan även av pirater från Berberiet 1649. 1679 satt han fängslad en kort tid för förräderi.
Han blev avporträtterad av Karl I:s hovmålare, konstnären Anthonis van Dyck.